# ولاية بوسعادة المنتدبة
ولاية بوسعادة المنتدبة، هي ولاية منتدبة تابعة لولاية المسيلة تقع جنوب وسط الجزائر عاصمتها بوسعادة. نشأت الولاية المنتدبة بموجب قرار رئيس الجمهورية الجزائرية السيد عبد المجيد تبون بمنشور رئاسي مؤرخ في 28 ديسمبر سنة 2023 الصادر بالجريدة الرسمية يوم 10 يناير 2024 وعين من خلاله أحمد بن رياض واليا منتدبا عليها.
تقع الولاية المنتدبة في الجزء الجنوبي الأوسط من الجزائر، حيث يحدها من الشمال ولاية المسيلة، ومن الجنوب الولاية المنتدبة مسعد وولايتا أولاد جلال وبسكرة، بينما يحدها من الشرق ولاية بريكة المنتدبة ومن الغرب ولاية الجلفة.

## التقسيم الإداري
- دائرة بوسعادة
- دائرة مجدل
- دائرة جبل امساعد
- دائرة عين الملح
- دائرة بن سرور
- دائرة خبانة
- دائرة سيدي عامر
- دائرة أولاد سيدي إبراهيم.

## الولاة المنتدبون
في 25 يناير نُصب رسميًا رياض بن أحمد واليًا منتدبًا لبوسعادة.

## المرافق
في أواخر 2024، بُرمج إنجاز 16 مقرا جديدا للمديريات المنتدبة.